# Justo José de Urquiza

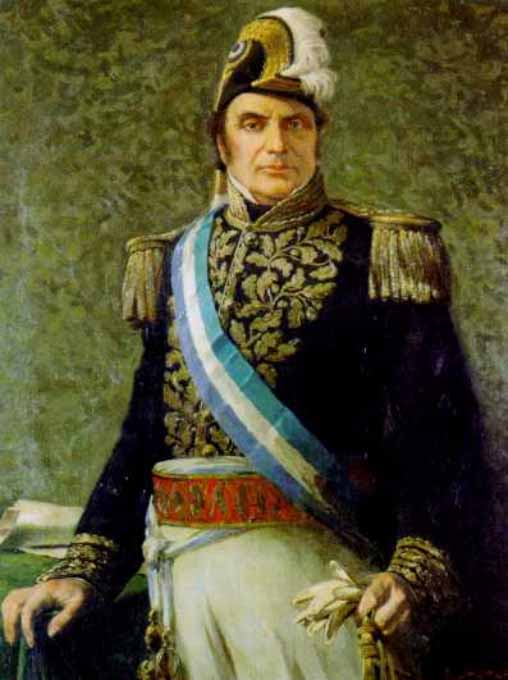
Justo José de Urquiza

Justo José de Urquiza y García (* 18. Oktober 1801 in der Provinz Entre Ríos; † 11. April 1870 ebenda) war Mitglied der argentinischen Oligarchie und vom 5. März 1854 bis zum 5. März 1860 der erste verfassungsmäßige und insgesamt dritte Präsident von Argentinien.

## Leben
Urquiza erhielt seine schulische Bildung in Buenos Aires und war zunächst Hafenangestellter. 1819 kehrte er nach Entre Ríos zurück. Die Verbindungen seiner Familie zum Diktator Francisco Ramírez erlaubten es Urquiza, in die Politik zu gehen.
Nach mehreren Jahren in der Provinzialpolitik ging Urquiza als Repräsentant des Gouverneurs Pascual Echagüe nach Buenos Aires. Er wurde ein Vertrauter des als Gouverneur von Buenos Aires autoritär über Argentinien regierenden Juan Manuel de Rosas und löste 1841 seinen ehemaligen Chef Echagüe als Gouverneur von Entre Ríos ab.
Von Entre Ríos aus formte Urquizas eine Allianz gegen Rosas und führte 1852 die Schlacht von Monte Caseros gegen ihn.
Im April 1852 unterzeichnet er in Palermo (Buenos Aires) das Protokoll von Palermo, das ihn zum provisorischen Direktor der Argentinischen Konföderation machte. 1853 wurde in Santa Fe auf sein Betreiben eine neue Verfassung verabschiedet, mit der die argentinischen Provinzen erstmals zu einem Einheitsstaat vereint wurden und die alle Provinzen außer der bisher dominierenden Provinz Buenos Aires ausgearbeitet und anerkannt hatten. In seiner Abwesenheit hatte Buenos Aires sich zu einem unabhängigen Staat erklärt, weswegen die Verfassung Concepción del Uruguay aus seiner Provinz Entre Ríos zur neuen Hauptstadt machte. 1854 wurde er Präsident von Argentinien und förderte den Außenhandel durch Abkommen mit Großbritannien, Frankreich und den USA.
Nach seiner Präsidentschaft wurde er 1860 zum Oberbefehlshaber der Armee und der Flotte ernannt. Er zog sich jedoch, nachdem er Bartolomé Mitre und dem unabhängigen Staat Buenos Aires 1861 aus bis heute unklaren Gründen den Sieg überlassen hatte, in seine Provinz Entre Ríos zurück, die er als Gouverneur fast unumschränkt regierte. Er wurde am 11. April 1870 möglicherweise auf Betreiben seines Schwiegersohnes Ricardo López Jordán, der Urquiza die Ideale der Föderalisten durch Verhandlungen mit der zentralistischen Regierung verraten sah, auf seinem Landsitz im Palast San José ermordet. In der Folge verlor Entre Ríos, in dem Jordan kurzzeitig die Regierung übernahm, aber von der Zentralregierung ins Exil geschickt wurde, seine von Urquiza errungenen Privilegien als Hochburg des Föderalismus und wurde stattdessen mit harter Hand von eingesetzten Zentralisten regiert, während Föderalisten nicht mehr zu Wahlen zugelassen wurden.